# Lobelia purpurascens
Lobelia purpurascens är en klockväxtart som beskrevs av Robert Brown. Lobelia purpurascens ingår i släktet lobelior, och familjen klockväxter. Inga underarter finns listade i Catalogue of Life.

## Bildgalleri

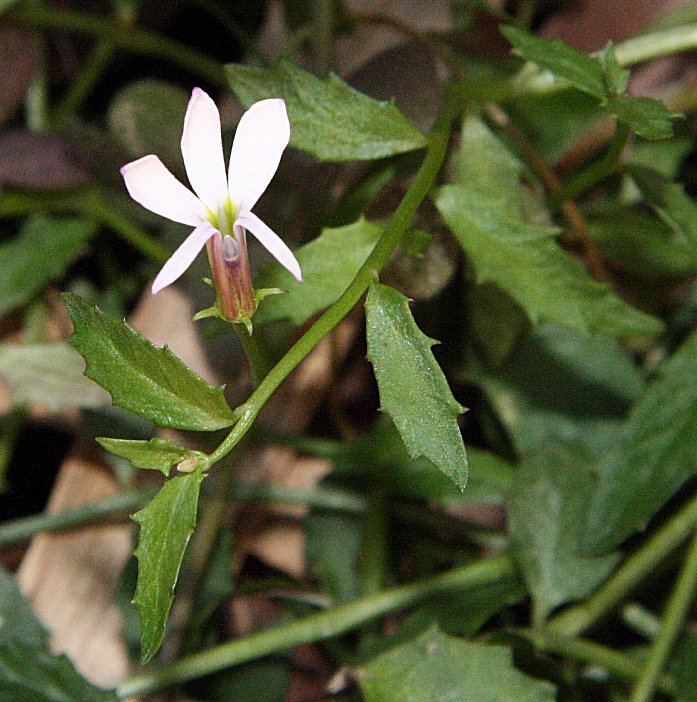